# クレイジー・クライマー2
『クレイジー・クライマー2』（Crazy Climber 2）とは1988年に日本物産が発売したアーケードゲームで、縦スクロールのアクションゲームである。現在はハムスターが権利を受け継いでいる。

## 概要
前作の『クレイジー・クライマー』の続編で、音楽やグラフィックなどが大幅に変更された。アメリカが舞台になっており、クライマーや敵キャラクター、落下物の描写が前作よりリアルになっている。ビルを登りきり、屋上に辿り着くとヘリコプターや飛行船が待っていて、手を掛けるとステージクリアとなってボーナススコアが加算される。
ボーナススコアは1面が10000点、2面が20000点、3面が30000点、4面が40000点、5面が50000点、6面が60000点からスタートして時間の経過や両手で窓枠につかまっていて落下物の衝撃に耐えて落ちなかった場合、100点ずつ減点されていく。なお、ボーナススコアがスタート時の半分になると画面横からヘリコプターが高速飛来してクライマーを連れ去る。
屋上到達後、一定時間ヘリコプターや飛行船に手を掛けることが出来ずヘリコプターや飛行船が飛び去った場合は、クリアとして次のステージには進めるが、登頂失敗と見なされて、そのステージのボーナススコアを貰うことができない。全6面で構成されていて、6面をクリアすると終了となり、2周目はない。
各面に2回出現する女の子は、奇数面ではポニーテール、偶数面では通常の髪（画面では足だけ出してる）の女の子が出る（服の色は異なる）。彼女に接触するとキスをして、画面に「ハート」が多めに出て、ステップポイントがアップする。
前作の『クレイジー・クライマー』は大きな人気を集めたが、本作は理不尽なトラップによるミスが多発し易いなど非常に難易度が高かったため前作の人気に反して不評であった。この作品以後、アーケード版での続編はリリースされなかった。

## 移植版
| No. | タイトル                | 発売日        | 対応機種        | 開発元   | 発売元     | メディア                              | 型式 | 売上本数 | 備考 |
| --- | ----------------------- | ------------- | --------------- | -------- | ---------- | ------------------------------------- | ---- | -------- | ---- |
| 1   | クレイジー・クライマー2 | 2015年2月26日 | PlayStation 4   | 日本物産 | ハムスター | ダウンロード (アーケードアーカイブス) | -    | -        |      |
| 2   | クレイジー・クライマー2 | 2020年5月28日 | Nintendo Switch | 日本物産 | ハムスター | ダウンロード (アーケードアーカイブス) | -    | -        |      |